# Муньос, Хавьера
Хавье́ра Маргари́та О́дия У́бал Муньо́с (швед. Javiera Margarita Odija Ubal Muñoz; 28 мая 1977, Мутала, Швеция — 16 января 2018, Гётеборг, Швеция) — шведская певица.

## Биография и карьера
Хавьера Маргарита Одия Убал Муньос родилась 28 мая 1977 года в Мутале (Швеция). Родители Хавьеры переехали в Швецию после переворота в Чили в 1973 году. Выросшая в Хьябло, за пределами Гётеборга, Муньос начала петь в раннем возрасте, выступала в рекреационных фермах и играла в поп-группе. В средней школе она сыграла в мюзикле «Одия». Она также принимала участие в таких конкурсах, как «Раунд-мелодия», «Неизвестный ревю» и «Звезда-95». Муньос обучалась эстетике с акцентом на танцах в Средней школе в Гётеборге, Швеция. В 1999 году она покинула Национальный университет, в котором год обучалась джазу.
Хавьера три года обучалась современному танцу, и она несколько лет работала художником-фрилансером. В Швеции она работала музыкальным художником с 16 лет. В сотрудничестве с Бертом Карлссоном, она выпустила два компакт-диска «Javiera» и «True Love», а также дважды участвовала в Melodifestivalen. Муньос занималась хореографией и участвовала в многочисленных концертах, мюзиклах и телевизионных шоу на национальном и международном уровнях, включая Bingolotto TV4, SVT Solo и Sydney. Она базировалась в Швеции, но она также много играла в Европе: во Франции, Финляндии и Норвегии зимой 2008 года. В 2007 году она была нанята TVN Chile в качестве хореографа и танцора / певицы.
В 2002 году был выпущен её дебютный альбом, авторами песен в котором, кроме неё самой, выступили также Ларс Дидриксон и Маркос Убеда. Муньос участвовал в Melodifestivalen 2000 с песней «Every hour, every minute», которая заняла четвёртое место. В Melodifestivalen 2002 она участвовала c «No Hay Nada Màs», заняв шестое место.
13 августа 2003 года она получила стипендию Tobis в размере 25 000 шведских крон для продвижения латинской музыки в Швеции.
Муньос скончалась 16 января 2018 года у себя в квартире в Гётеборге, Швеция, после десяти лет борьбы с нервной анорексией на 41-м году жизни.

## Дискография

### Альбомы
- Javiera (2001)
- True Love (2004)

### Синглы
- The Rose (1998)
- Drömmarna & orden (1999)
- Salsa Fever (2000)
- Varje timme var minut (2000)
- Spanish Delight (2001)
- No hay nada más (2002)
- Will You Remember Me (2002)
- Vamos a gozar (2003)
- Line of Fire (2005)